# Arenariini
Arenariini – monotypowe plemię ptaków z podrodziny biegusów (Arenariinae) w rodzinie bekasowatych (Scolopacidae).

## Zasięg występowania
Plemię obejmuje gatunki występujące w Ameryce Północnej i Eurazji, a zimą na wybrzeżach wszystkich kontynentów, prócz Antarktydy.

## Morfologia
Długość ciała 21–26 cm, rozpiętość skrzydeł 48–57 cm; masa ciała 84–190 g. 

## Systematyka

### Etymologia
- Arenaria: łac. arenarius „związane z piaskiem”, od arena (prawidłowo harena) „piasek”[7].
- Morinella: epitet gatunkowy Tringa morinella Linnaeus, 1766; nowołac. morinellus marinus „morski mornel”, nazwa nadana kamusznikowi zwyczajnemu przez Browne’a w 1671 roku[8]. Gatunek typowy: Morinella collaris B. Meyer, 1810 (= Tringa interpres Linnaeus, 1758).
- Strepsilas: gr. στρεψις strepsis „obracanie się dookoła, obrót”, od στρεφω strephō „obrócić dookoła”; λαας laas „kamień”[9]. Gatunek typowy: Tringa interpres Linnaeus, 1758.
- Cinclus: gr. κιγκλος kinklos „mały, przybrzeżny ptak machający ogonem”, wspomniany przez Arystotelesa, Arystofanesa, Aelianusa i innych autorów, być może pliszka lub biegus, ale nigdy nie został właściwie zidentyfikowany. Późniejsi autorzy identyfikowali tego ptaka jako pliszkę, biegusa, pluszcza lub drozda. W ornitologii cinclus kojarzy się z dużą różnorodnością niepowiązanych ptaków podobnych do drozda, ale rzadko z prawdziwymi drozdami[10]. Gatunek typowy: Tringa morinella Linnaeus, 1766[a].

### Podział systematyczny
Do plemienia należy jeden rodzaj z następującymi gatunkami:
- Arenaria interpres (Linnaeus, 1758) – kamusznik zwyczajny
- Arenaria melanocephala (Vigors, 1829) – kamusznik czarnogłowy